# Coup d'État de 1991 en Haïti
Un coup d'État s'est produit le 29 septembre 1991 à Haïti et conduit au renversement de Jean-Bertrand Aristide à la tête du pouvoir haïtien qui a été obligé de s'exiler tandis que le commandant en chef de l'Armée, le lieutenant général Raoul Cédras, prit le pouvoir.